# リアファル
リアファル（愛: Lia Fail）は、日本の競走馬。主な勝ち鞍は2015年の神戸新聞杯(GII)。馬名の意味は「戴冠石。ケルト神話、ダーナ神族に登場するエリンの四秘宝のひとつ」。

## 戦績
2012年2月5日に北海道安平町のノーザンファームで誕生。一口馬主法人「キャロットクラブ」より総額5000万円（1口12.5万円×400口）で募集され、半兄クリソライトと同じノーザンファーム空港牧場の樋口政春厩舎で育成された。育成中から兄よりも柔らかい走りを見せており、芝への適性も見込まれていた。
クリソライトと同じく栗東・音無秀孝厩舎に入厩し、2014年12月13日の新馬戦（阪神ダ1800m）で北村友一を背にデビューし、2着バスタータイプをゴール前で競り落として新馬勝ちする。
皐月賞トライアルの若葉ステークスへの出走も検討されたこともあったが、ソエの影響で3歳春までは一貫してダート路線を歩んだ。ソエが完治し、デビュー7戦目にして初の芝レースとなったマレーシアカップ(1600万下)で、古馬相手に逃げ切り勝ちを収める。この結果を受け、音無師は菊花賞路線への挑戦を決意する。
芝2戦目の神戸新聞杯でも鞍上のクリストフ・ルメールが促すことなくハナに立ち、1000m通過62秒4の緩やかな流れを作る。そこから上がり3ハロンを34秒1でまとめ、春のクラシック戦線で好走したリアルスティールに2馬身半差をつけて重賞初制覇を果たした。迎えた菊花賞では8枠17番からの発走となったが1番人気に推される。前半は2番手を進むが、向こう正面からの乱ペースで消耗し、キタサンブラック、リアルスティールから僅かに遅れて3着となる。
年末の有馬記念では前走敗れたキタサンブラックを上回り、ゴールドシップ、ラブリーデイに次ぐ3番人気に支持される。事前の追い切りの走りも良く、継続騎乗のルメールも自信を示していたが、レースでは2周目4コーナーから急激に後退し、最下位の16着に沈んだ。レース後の簡易検査では左肩ハ行と診断され、年明けに改めて腱鞘炎のため6ヶ月以上の休養を要すると診断された。
復帰戦の金鯱賞では勝ち馬ヤマカツエースから0秒2差の5着に入るが、次戦のアメリカジョッキークラブカップでは鞍上のヴァンサン・シュミノーも首をかしげる急失速で1着タンタアレグリアから3秒1も離された13着に大敗。その後、右前脚に故障が判明し、再び長期休養に入った。
約1年の休養を経て2018年1月に復帰。久々にダート戦を使われるなど試行錯誤がなされたが、かつての走りを取り戻すことはできなかった。右前脚繋部分の屈腱炎のため、2018年12月5日にJRAの競走馬登録を抹消された。現役引退後は千葉県のオリンピッククラブ富里トレーニングファームにて乗馬となっている。

## 競走成績
以下の内容はnetkeiba.comの情報に基づく。
| 競走日     | 競馬場 | 競走名        | 格       | 距離（馬場）  | 頭 数 | 枠 番 | 馬 番 | オッズ （人気） | 着順 | タイム （上がり3F） | 着差 | 騎手          | 斤量 [kg] | 1着馬（2着馬）         | 馬体重 [kg] |
| ---------- | ------ | ------------- | -------- | ------------- | ----- | ----- | ----- | --------------- | ---- | ------------------- | ---- | ------------- | --------- | ---------------------- | ----------- |
| 2014.12.13 | 阪神   | 2歳新馬       |          | ダ1800m（良） | 9     | 8     | 9     | 002.20（1人）   | 01着 | R1:56.8（38.2）     | -0.1 | 0北村友一     | 55        | （バスタータイプ）     | 512         |
| 2015.01.05 | 京都   | 3歳500万下    |          | ダ1800m（稍） | 8     | 5     | 5     | 004.50（3人）   | 06着 | R1:54.9（36.1）     | -0.8 | 0松若風馬     | 54        | マイネオフィール       | 514         |
| 0000.01.18 | 京都   | 3歳500万下    |          | ダ1800m（重） | 14    | 8     | 13    | 012.60（4人）   | 01着 | R1:52.1（36.8）     | -0.4 | 0北村友一     | 56        | （ジュンスパーヒカル） | 506         |
| 0000.04.05 | 中山   | 伏竜S         | OP       | ダ1800m（稍） | 14    | 7     | 11    | 014.20（6人）   | 02着 | R1:53.0（37.5）     | -0.0 | 0北村友一     | 56        | クロスクリーガー       | 508         |
| 0000.05.06 | 園田   | 兵庫CS        | GIII     | ダ1870m（良） | 12    | 3     | 3     | 002.60（2人）   | 02着 | R2.01.9（39.4）     | -1.5 | 0北村友一     | 56        | クロスクリーガー       | 512         |
| 0000.05.24 | 京都   | 鳳雛S         | OP       | ダ1800m（良） | 10    | 5     | 5     | 001.50（1人）   | 03着 | R1:51.5（37.7）     | -0.2 | 0北村友一     | 56        | ライドオンウインド     | 512         |
| 0000.07.18 | 中京   | マレーシアC   | 1600万下 | 芝2000m（重） | 17    | 7     | 13    | 013.30（5人）   | 01着 | R2:03.4（34.3）     | -0.3 | 0C.ルメール   | 54        | （マローブルー）       | 500         |
| 0000.09.27 | 阪神   | 神戸新聞杯    | GII      | 芝2400m（良） | 15    | 4     | 6     | 008.00（3人）   | 01着 | R2:26.7（34.1）     | -0.3 | 0C.ルメール   | 56        | （リアルスティール）   | 506         |
| 0000.10.25 | 京都   | 菊花賞        | GI       | 芝3000m（良） | 18    | 8     | 17    | 003.10（1人）   | 03着 | R3:04.0（35.3）     | -0.1 | 0C.ルメール   | 57        | キタサンブラック       | 506         |
| 0000.12.27 | 中山   | 有馬記念      | GI       | 芝2500m（良） | 16    | 6     | 12    | 005.60（3人）   | 16着 | R2:35.5（37.4）     | -2.5 | 0C.ルメール   | 55        | ゴールドアクター       | 506         |
| 2016.12.03 | 中京   | 金鯱賞        | GIII     | 芝2000m（良） | 13    | 5     | 6     | 007.10（3人）   | 05着 | R1:59.9（33.7）     | -0.2 | 0A.シュタルケ | 56        | ヤマカツエース         | 524         |
| 2017.01.22 | 中山   | AJCC          | GII      | 芝2200m（良） | 17    | 7     | 13    | 004.00（2人）   | 13着 | R2:15.0（39.0）     | -3.1 | 0V.シュミノー | 56        | タンタアレグリア       | 522         |
| 2018.01.07 | 中山   | ポルックスS   | OP       | ダ1800m（良） | 16    | 5     | 10    | 009.40（4人）   | 09着 | R1:53.7（39.2）     | -1.3 | 0津村明秀     | 56        | アルタイル             | 524         |
| 0000.01.27 | 東京   | 白富士S       | OP       | 芝2000m（稍） | 10    | 6     | 6     | 012.30（5人）   | 06着 | R2:00.0（35.3）     | -1.0 | 0内田博幸     | 56        | マイネルハニー         | 524         |
| 0000.05.06 | 東京   | ブリリアントS | OP       | ダ2100m（良） | 16    | 5     | 10    | 019.50（7人）   | 04着 | R2:11.1（37.6）     | -0.3 | 0H.ボウマン   | 57        | フェニックスマーク     | 522         |
| 0000.08.25 | 新潟   | BSN賞         | OP       | ダ1800m（良） | 12    | 1     | 1     | 004.40（1人）   | 04着 | R1:52.3（36.9）     | -0.5 | 0石橋脩       | 57        | サルサディオーネ       | 520         |

## 血統表
| リアファルの血統              | リアファルの血統                                     | リアファルの血統         | （血統表の出典）         | （血統表の出典） |
| 父系                          | サンデーサイレンス系                                 | サンデーサイレンス系     | サンデーサイレンス系     | [ § 2 ]          |
| 父 ゼンノロブロイ 2000 黒鹿毛 | 父の父*サンデーサイレンス Sunday Silence 1986 青鹿毛 | Halo                     | Hail to Reason           | Hail to Reason   |
| 父 ゼンノロブロイ 2000 黒鹿毛 | 父の父*サンデーサイレンス Sunday Silence 1986 青鹿毛 | Halo                     | Cosmah                   |                  |
| 父 ゼンノロブロイ 2000 黒鹿毛 | 父の父*サンデーサイレンス Sunday Silence 1986 青鹿毛 | Wishing Well             | Understanding            | Understanding    |
| 父 ゼンノロブロイ 2000 黒鹿毛 | 父の父*サンデーサイレンス Sunday Silence 1986 青鹿毛 | Wishing Well             | Mountain Flower          |                  |
| 父 ゼンノロブロイ 2000 黒鹿毛 | 父の母*ローミンレイチェル Roamin Rachel 1990 鹿毛    | *マイニング              | Mr. Prospector           | Mr. Prospector   |
| 父 ゼンノロブロイ 2000 黒鹿毛 | 父の母*ローミンレイチェル Roamin Rachel 1990 鹿毛    | *マイニング              | I Pass                   |                  |
| 父 ゼンノロブロイ 2000 黒鹿毛 | 父の母*ローミンレイチェル Roamin Rachel 1990 鹿毛    | One Smart Lady           | Clever Trick             | Clever Trick     |
| 父 ゼンノロブロイ 2000 黒鹿毛 | 父の母*ローミンレイチェル Roamin Rachel 1990 鹿毛    | One Smart Lady           | Pia's Lady               |                  |
| 母 クリソプレーズ 2002 黒鹿毛 | 母の父*エルコンドルパサー 1995 黒鹿毛                | Kingmambo                | Mr. Prospector           | Mr. Prospector   |
| 母 クリソプレーズ 2002 黒鹿毛 | 母の父*エルコンドルパサー 1995 黒鹿毛                | Kingmambo                | Miesque                  |                  |
| 母 クリソプレーズ 2002 黒鹿毛 | 母の父*エルコンドルパサー 1995 黒鹿毛                | *サドラーズギャル        | Sadler's Wells           | Sadler's Wells   |
| 母 クリソプレーズ 2002 黒鹿毛 | 母の父*エルコンドルパサー 1995 黒鹿毛                | *サドラーズギャル        | Glenveagh                |                  |
| 母 クリソプレーズ 2002 黒鹿毛 | 母の母*キャサリーンパー Catherine Parr 1987 青鹿毛   | Riverman                 | Never Bend               | Never Bend       |
| 母 クリソプレーズ 2002 黒鹿毛 | 母の母*キャサリーンパー Catherine Parr 1987 青鹿毛   | Riverman                 | River Lady               |                  |
| 母 クリソプレーズ 2002 黒鹿毛 | 母の母*キャサリーンパー Catherine Parr 1987 青鹿毛   | Regal Exception          | Ribot                    | Ribot            |
| 母 クリソプレーズ 2002 黒鹿毛 | 母の母*キャサリーンパー Catherine Parr 1987 青鹿毛   | Regal Exception          | Rajput Princess          |                  |
| 母系(F-No.)                   | 16号族(FN:16-a)                                      | 16号族(FN:16-a)          | 16号族(FN:16-a)          | [ § 3 ]          |
| 5代内の近親交配               | Mr.Prospector4×4＝12.50%                             | Mr.Prospector4×4＝12.50% | Mr.Prospector4×4＝12.50% | [ § 4 ]          |
| 出典                          | 1. 2. 3. 4.                                          | 1. 2. 3. 4.              | 1. 2. 3. 4.              | 1. 2. 3. 4.      |

- 半兄に2013年ジャパンダートダービー優勝馬クリソライト（父：ゴールドアリュール）、半姉に2015年エリザベス女王杯・2016年宝塚記念優勝馬マリアライト（父：ディープインパクト）、半弟に2019年ジャパンダートダービー・チャンピオンズカップ・2020年帝王賞・JBCクラシック優勝馬クリソベリル（父：ゴーリドアリュール）がいる[17]。
- 母クリソプレーズの全弟にジャパンカップダート勝ちのあるアロンダイトがいる[17]。
- 近親にフラワーカップ勝ちのあるイブキニュースターやジャパンカップ3着のエスプリデュノール、京都記念などを制したダンビュライト、東京新聞杯勝ち馬ブラックスピネルがいる[17]。